# Cabraboc
El cabraboc és un ésser fantàstic, mig humà per la part de dalt i mig cabra o boc per la part de baix.

## Llegenda
A Ripollet s'explica la llegenda d'El vell i la vella: un vell i una vella, que hi arribaren per Carnestoltes amb un cistell, es trobaren amb un grup de diables que els el volien prendre, tot cantant: "Jo te l'encendré el tio, tio fresco, jo te l'encendre el tio de paper". Aleshores, del cistell en sortí un gat que es convertí en un diable més, el Cabraboc.
Es diu que persegueixen els homes com si fossin cabres i les dones com si fossin bocs. Són éssers del bosc i cal evitar-los quan es viatja de nit. Sovint les persecucions acaben fent estimbar la víctima per un penya-segat. Algunes vegades, se'ls descrivia amb ales de ratapinyada.

## Cultura Popular
Els Diables de Caldes de Montbui donen el nom de cabraboc al casc que porta el diable principal, que anomenen Llucifer. Aquest casc té forma de cap de boc, amb banyes grosses i caragolades.
Les Bruixes de Ripollet n'escenifiquen la llegenda durant el carnaval infantil, i els Diables de Ripollet el treuen al capdavant de la rua de Carnaval de dissabte. A més, els Diables també són els encarregats de penjar-lo al balcó de Ripollet Ràdio, el dimecres anterior al cap de setmana de Carnaval, com a acte d'inici a la celebració, i de despenjar-lo el Dimecres de Cendra.